# Gongora atropurpurea
Gongora atropurpurea är en orkidéart som beskrevs av William Jackson Hooker. Gongora atropurpurea ingår i släktet Gongora och familjen orkidéer. Inga underarter finns listade i Catalogue of Life.